# Dixit (гра)
Dixit — настільна гра, яку створили французький автор Жан-Луї Рубер і художниця Марі Кардо. Гру опублікувала компанія Libellud у 2008 році.
Хід гри побудований на асоціаціях і спілкуванні. Назва Dixit походить від латинського слова «сказав». У 2010, гра виборола престижну німецьку нагороду Spiel des Jahres (укр. Гра року). В Україні локалізована видавництвом «Ігромаг».

## Хід гри

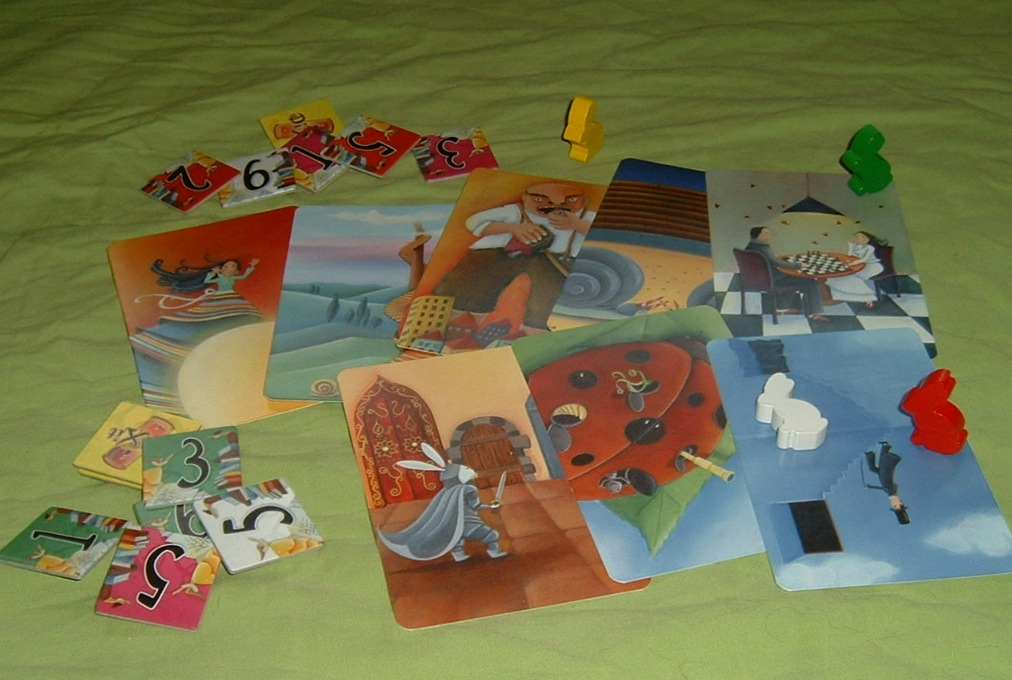
Карти

Кожному учаснику роздаються картки, на яких немає нічого окрім ілюстрацій, кожна з яких унікальна. По черзі гравці стають оповідачами. Оповідач вибирає одну зі своїх карток, вигадує асоціацію до зображення й описує його довільним способом: словом, реченням, звуком, цитатою з пісні тощо. Решта гравців шукають у себе малюнки, що найбільше пасують до озвученого опису. Гравці та оповідач перемішують обрані картки довільним чином (в закритому вигляді), і розкладають їх посеред стола. Завдання гравців — здогадатись яка саме картка була в оповідача.
Специфіка гри в тому, що оповідач отримує бали лише тоді, коли хоча б один, але водночас не всі гравці здогадались, яка картка правильна. Тобто, не вигідно описувати зображення ні надто дослівно (очевидно для всіх гравців), ні надто «туманно» (не зрозуміло ні для кого).
В разі успіху, оповідач, і всі гравці, що вгадали його картку, отримують по 3 бали. Інакше — оповідач не отримує нічого, а всі гравці — по 2 бали. Додатково, всім гравцям, чиї картки хтось прийняв за «правильні», нараховується по 1 балу.
З кожним ходом, гравці добирають по одній картці з колоди, аж поки вони не закінчаться. Виграє той, хто набрав найбільше балів.

## Комплектація гри
Базовий набір гри «Dixit» включає в себе:
- Правила гри
- 84 карти
- 8 планшетів для голосування
- 8 дерев'яних кроликів
- 1 ігрове поле, що складається з: — 1 шкали підрахунку очок — 8 слотів для карт — 1 пам'ятки гравця (для підрахунку очок)

## Доповнення до гри
- 2010 — Dixit 2: Quest
- 2011 — Dixit: Odyssey[4]
- 2012 — Dixit 3: Journey
- 2013 — Dixit 4: Origins
- 2014 — Dixit 5: Daydreams
- 2015 — Dixit 6: Memories
- 2016 — Dixit 7: Revelations
- 2017 — Dixit 8: Harmonies
- 2018 — Dixit: Anniversary
- 2020 — Dixit: Mirrors
- 2021 — Stella: Dixit Universe
- 2023 — Dixit: MNK
- 2023 — Dixit: Disney Edition
- 2024 — Dixit Cérémonie

Базова гра та всі доповнення містять по 84 карти кожна.
З 2011 року гра доступна для iOS.

## Нагороди
Гра Dixit має високий рейтинг та здобула чимало нагород, починаючи з 2009 року.
- 2009 французька гра року за версією Golden Ace
- 2009 іспанська гра року за версією Juego del Año
- 2009 найкраща гра для широкої аудиторії за версією Les 3 Lys
- 2009 найкраща гра для вечірок за версією Games 100
- 2009 бронзовий призер Tric Trac
- 2009 переможець AbreOJogo Gateway Game of the Year
- 2009 переможець Premio del Público al Juego del Festival Córdoba (приз глядацьких симпатій)
- 2009 переможець Joker 2009 в категорії сімейних ігор
- 2010 польська гра року (Gra Roku)
- 2010 німецька гра року (Spiel des Jahres).
- 2011 Найкраща сімейна гра (2011 Guldbrikken Best Family Game Nominee)
- 2011 Номінант відбору на премію настільних ігор Японії (2011 Japan Boardgame Prize Voters' Selection Nominee)
- 2011 Найкраща сімейна гра в Італії (2011 Ludoteca Ideale Official Selection Winner)[6]